# Viktor Janukovytj
Viktor Fedorovytj Janukovytj (ukrainska: Віктор Федорович Янукович, lyssna (fil); ryska: Виктор Фёдорович Янукович, Viktor Fjodorovitj Janukovitj), född 9 juli 1950 i Jenakijevo, Ukrainska SSR, Sovjetunionen (nu Jenakijeve, Donetsk oblast, Ukraina), är en ukrainsk politiker som var landets president 2010–2014. Han har tidigare också varit Ukrainas premiärminister.
Janukovytj vann i presidentvalet i Ukraina 2010 över förre premiärministern Julia Tymosjenko och svor den 25 februari ämbetseden som Ukrainas nye president och övertog presidentposten från Viktor Jusjtjenko. Janukovytj var tidigare premiärminister i tre perioder: 2002–2004, 2004–2005 och 2006–2007.
Den 22 februari 2014 avsattes Viktor Janukovytj som president av Ukrainas parlament, som ett resultat av de så kallade Euromajdan-protesterna.

## Biografi
Janukovytj föddes den 9 juli 1950 i byn Zjukovka i oblastet Donetsk i östra Ukraina. Han flyttade senare till, och växte upp i, staden Jenakijevo i en rysktalande familj med vitrysk bakgrund. Modern, född i en ukrainsk familj, som var sjuksköterska, avled när han var två år och fadern dog när Janukovytj var tonåring. Han bodde sedan hos sin farmor.
År 1968 och 1970 dömdes och fängslades Janukovytj för rån och misshandel. Det har på sistone hävdats att domen annullerades 1978 men detta har inte dokumenterats. Janukovytj beskyddades länge av Georgij Beregovoj, en sovjetisk kosmonaut med ukrainsk bakgrund. Beregovoj var då medlem i Sovjetunionens högsta sovjet, och sades skydda en oskyldigt dömd yngling för att gynna sin karriär. 1972 anställdes Janukovytj som elektriker vid ett lokalt bussföretag och han slutförde senare technicum. 1980 tog han examen som maskiningenjör vid Donetsks polytekniska institut. Efter detta anställdes han som överdirektör vid ett transportföretag i Jenakijeve och gick med i det sovjetiska kommunistpartiet. Detta var början på en snabb karriär inom transportbranschen. Janukovytjs politiska karriär började 1997 då han fick en post inom den lokala ledningen i Donetsk. 2001 tog Janukovytj masterexamen inom internationell rätt.

### Motståndarnas kritik av Janukovytj
Janukovytj har av sina motståndare kritiserats för att ha kontakter inom den organiserade brottsligheten sedan 1980-talet. Han har också kritiserats för att ha kontakter till den så kallade Donetskij-klanen, en östukrainsk grupp inom affärer och politik och dess ledare Rinat Achmetov. Dock finns det inga juridiska domar som stödjer detta. Hans motståndare har också hävdat att han hemligt samarbetat med KGB. Argumenten för detta är att det annars varit omöjligt för en före detta fånge att åstadkomma allt han åstadkommit. Det finns dock inga dokumenterade bevis för dessa påståenden.[källa behövs]
Janukovytjs modersmål är ryska, som är det dominerande språket i sydöstra delarna av Ukraina och på Krim. Han började på allvar lära sig att aktivt tala statsspråket ukrainska i samband med att han inledde sin karriär som rikspolitiker; Janukovytjs talade ukrainska är relativt god även om uttal och ordval emellanåt uppvisar påverkan från hans ryska modersmål. Den skriftliga kompetensen är som i många fall av sen språkinlärning mer eftersatt; vid publicering av handskrivna dokument av honom visade det sig att han gjorde flera stavfel på ukrainska. Bland annat stavade han fel på både sin titel, position och sin frus namn. Den ryska Janukovytj talar skiljer sig också märkbart främst fonologiskt från standardryska talad i Ryssland, och har en utpräglad ukrainsk karaktär. Politiska motståndare har använt Janukovytjs och andra ukrainska politikers språkliga särdrag som ett politiskt vapen i syfte att misskreditera dem som obildade och oukrainska. Ofta anklagas de för att varken kunna tala ukrainska eller ryska utan i stället enbart surzjyk, ett samlingsnamn för en serie blandformer mellan ukrainska och ryska.

### Privatliv
Janukovytj är medlem i den rysk-ortodoxa kyrkan. Han gifte sig 1971 med Ljudmyla Oleksandrivna Janukovytj (ursprungligen Nastenko, f. 1949) och har tillsammans med henne två söner, Oleksandr (född 1973) och Viktor Janukovytj (1981–2015), som 2006–2014 satt i det ukrainska parlamentet för Regionernas parti.

## Politisk karriär

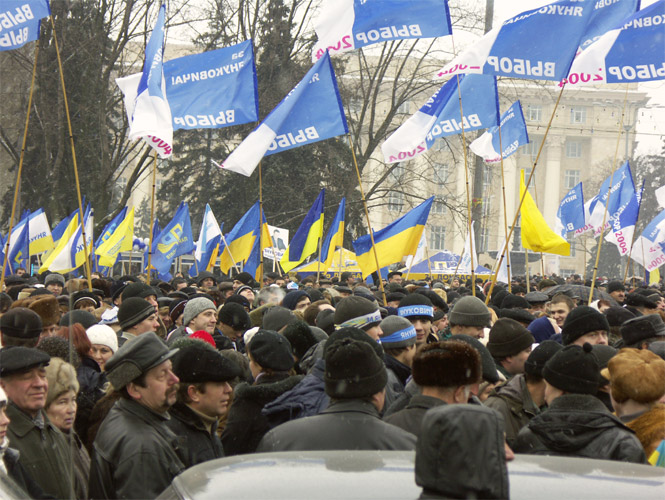
Demonstrationer i Donetsk till stöd för Viktor Janukovytj efter presidentvalet 2004

Janukovytj blev 1996 viceguvernör Donetsk oblast och guvernör 14 maj 1997. Han innehade ämbetet fram till 21 november 2002 då han blev premiärminister i Ukraina där han satt från 21 november 2002 till 7 december 2004 och återkom som premiärminister efter tre veckor den 28 december 2004. Den 5 januari 2005 efterträddes han av Julia Tymosjenko. I presidentvalet i Ukraina 2004 var han en av huvudkandidaterna till att efterträda Leonid Kutjma som president och stöddes av den då sittande regeringen och presidenten Kutjma. Han fick även stöd av Rysslands president Vladimir Putin; detta berodde på Janukovytjs proryska politik med löften om att styra Ukraina i en ryssvänlig inriktning.
Efter att Janukovytj officiellt segrat i presidentvalet 2004 anklagades han och den övriga regimen för valfusk. Detta ledde till omfattande protester i nordvästra delarna av Ukraina (den så kallade orangea revolutionen) vilket till slut ledde till att presidentvalet ogiltigförklarades av domstol och fick göras om. Efter den nya omgången blev Janukovitj besegrad av sin motståndare Viktor Jusjtjenko. Den 24 januari 2005 fick Janukovitj även avgå som premiärminister och efterträddes av Julia Tymosjenko som var en av de ledande politikerna i den orangea revolutionen och en stark motståndare till den politik som Janukovytj förde. Hans parti, Regionernas parti fick drygt 30 % i det ukrainska parlamentsvalet den 26 mars 2006 och Janukovytj utsågs återigen till premiärminister den 3 augusti 2006 efter att försöken att bilda en orange koalitionsregering misslyckats. Han efterträdde då Jurij Jechanurov.
Janukovytj vann presidentvalet i Ukraina 2010. I första omgången 17 januari 2010, fick Janukovytj 35,32 procent av rösterna, ungefär tio procentenheter mer än Julia Tymosjenko. President Viktor Jusjtjenko ställde upp för omval men hade inte en chans och fick endast 5,45 procent av rösterna. Eftersom ingen kandidat fick över 50 procent i första valomgången blev det en andra omgång den 7 februari mellan Janukovytj och Julia Tymosjenko. Janukovytj fick i andra valomgången 48,95 procent av rösterna mot 45,47 procent för premiärminister Julia Tymosjenko, 4,36 procent hade valt alternativet ”emot båda kandidaterna”. Janukovytj övertog därmed presidentposten från Viktor Jusjtjenko 25 februari 2010.
Efter att Janukovytj i november 2013 valde att pausa förhandlingarna om ett samarbets- och frihandelsavtal med EU organiserade oppositionen massdemonstrationer, främst i Kiev och i de västra delarna av landet. Efter månader av våldsamma protester på Kievs gator beslutade parlamentet den 22 februari 2014 att Janukovytj skulle avsättas.
Kort därefter gick han i exil i Ryssland. Därefter öppnades hans hem för allmänheten, eftersom de nya makthavarna inte trodde att han skulle återvända.

## Högförräderi
En domstol i Kiev dömde i januari 2019 Janukovytj till 13 års fängelse för högförräderi. Janukovytj flydde till Ryssland i februari 2014, och åtalades i maj 2017 för att ha gjort allt för att hjälpa Ryssland att annektera ukrainskt territorium. Han dömdes i sin frånvaro.

## Förskingringsanklagelser
Viktor Janokovytj anklagas för att tillsammans med sin familjs nätverk ha förskingrat motsvarande ca 200 miljarder kronor från den ukrainska statskassan. Janokovytj förnekar anklagelserna.

## Utmärkelser

### Ukraina
- Tredje klassen av Förtjänstorden, 13 november 1998[12]
- Andra klassen av Förtjänstorden, 3 juli 2000[13]
- Första klassen av Förtjänstorden, 3 juli 2002[14]

### Utländska utmärkelser
- Ananias Sjirakatsi-medaljen (Armenien), 11 maj 2004[15]
- Första klassen av Vänskapsorden (Kazakstan), 6 juli 2010[16]
- Storkorset av Hederslegionen (Frankrike), 7 oktober 2010[17]
- Kedjan av Krysantemumorden (Japan), 23 januari 2011[18]
- Bruneis kungafamiljs kronorden, mars 2011[19]
- Första klassen av Sankt Mesrop Masjtots-orden (Armenien), 30 juni 2011.[20]
- José Martí-orden (Kuba), 21 oktober 2011[21]
- Första klassen av Ismail Samani-orden (Tadzjikistan), 15 december 2011[22]
- Zayedorden (Förenade arabemiraten), 26 november 2012[23]
- Självständighetsorden (Qatar), 27 november 2012[24]
- Första klassen av Republiken Serbiens orden, 22 februari 2013[25]
- Första klassen av Gejdar Alijev-orden (Azerbajdzjan), 18 november 2013[26]